# King of Kensington
King of Kensington è una sitcom canadese trasmessa dal 1975 al 1980 sul canale CBC Television, per un totale di cinque stagioni.

## Episodi
| Stagione         | Episodi | Prima TV Canada | Prima TV Italia |
| ---------------- | ------- | --------------- | --------------- |
| Prima stagione   | 18      | 1975-1976       |                 |
| Seconda stagione | 24      | 1976-1977       |                 |
| Terza stagione   | 23      | 1977-1978       |                 |
| Quarta stagione  | 23      | 1978-1979       |                 |
| Quinta stagione  | 23      | 1979-1980       |                 |